# Шихазани (виселок)
Шихаза́ни (рос. Шихазаны, чув. Кĕçĕн Шăхасан) — виселок у складі Канаського району Чувашії, Росія. Входить до складу Новочелкасинського сільського поселення.
Населення — 62 особи (2010; 73 у 2002).
Національний склад:
- чуваші — 84 %